# جريدة الاتفاق
جريدة الإتفاق جريدة أسبوعية تهتم بشؤون الأدب والزراعة والسياسة، صدر العدد الأول منها في 16 آب 1920م من قبل كل من سعيد رزف المحامي وحبيب ناصيف.
انقطعت فترة عن الصدور، فعاد بعدها سعيد رزق بإصدارها بالتعاون مع الأديب محمد كامل شعيب.